# Álex de la Iglesia

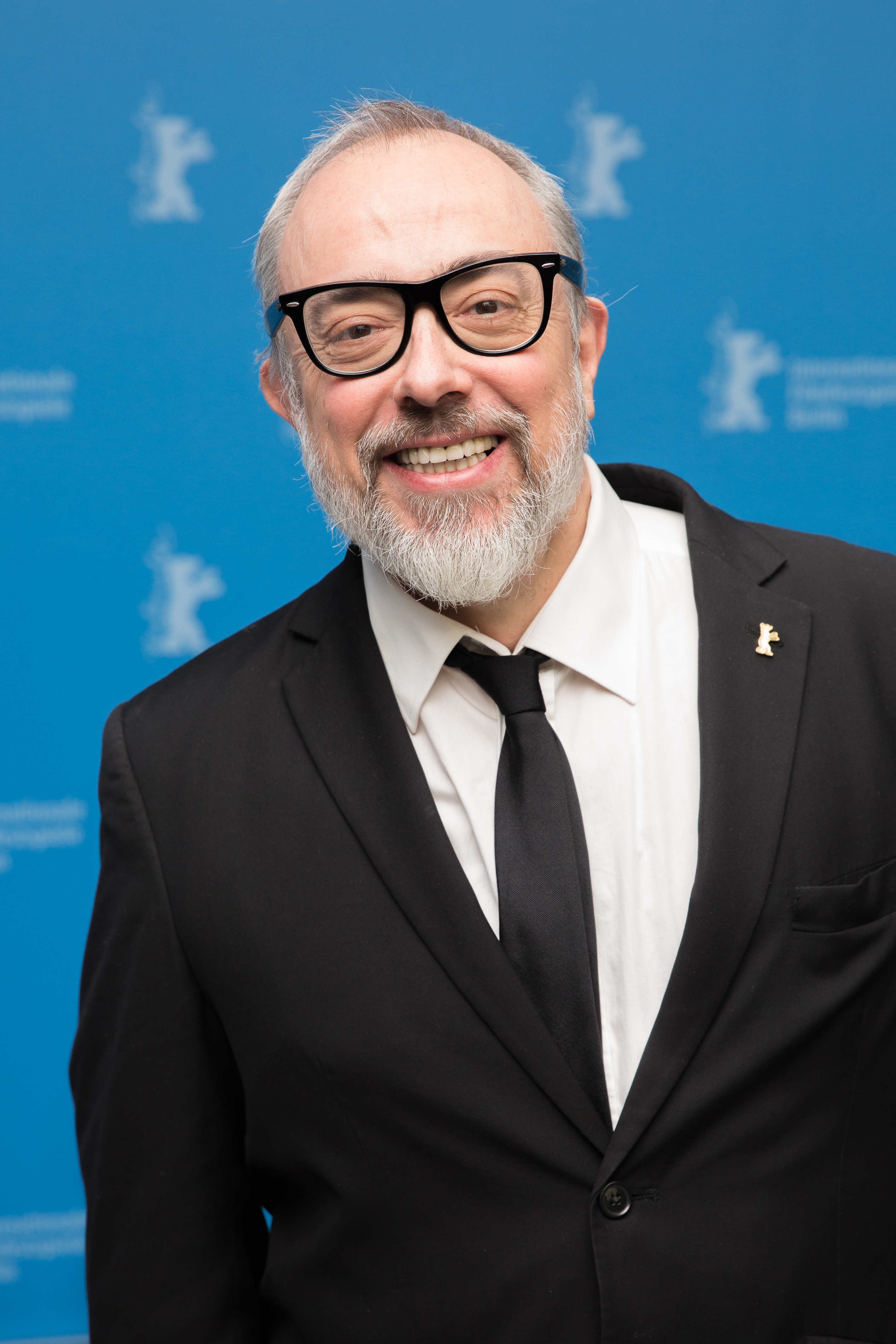
Álex de la Iglesia, 2017.

Alejandro "Álex" de la Iglesia Mendoza, född 4 december 1965 i Bilbao i Baskien, är en spansk filmregissör.

## Filmografi i urval
- 1993 – Acción mutante (manus och regi)
- 1995 – El día de la bestia (manus och regi)
- 1997 – Perdita Durango (manus och regi)
- 1999 – Muertos de risa (manus och regi)
- 2000 – La comunidad (manus och regi)
- 2002 – 800 balas (manus och regi)
- 2004 – Crimen ferpecto (manus och regi)
- 2006 – I barnkammaren (TV-film; manus och regi)
- 2008 – The Oxford Murders (manus och regi)
- 2010 – The Last Circus (manus och regi)
- 2011 – La chispa de la vida (manus och regi)
- 2013 – Las brujas de Zugarramurdi (manus och regi)
- 2014 – Messi (regi)
- 2015 – My Big Night (manus och regi)
- 2020 – 30 Coins (TV-serie)